# Rapa Nui (taal)
De taal Rapa Nui of arero Vananga Rapa Nui (de taal van Paaseiland), ook bekend als het Paaseilands, is de taal gesproken door de Rapanui-mensen op Paaseiland (Chili), en maakt deel uit van de Oost-Polynesische talen, samen met het Hawaïaans, Mangarevano, Maori, Markiezen, het Rarotongan, Tahitiaans en Muamotuano. De structuur is typisch Polynesisch, de fonetiek kent een systeem van vijf klinkers en een paar medeklinkers.